# 嶋田千秋
嶋田 千秋（しまだ ちあき、1992年2月18日 - ）は、東京都東村山市出身の元女子サッカー選手、サッカー指導者。ポジションはフォワード。

## 来歴
日テレ・メニーナに所属していた2008年10月、U-17女子ワールドカップに臨むU-17日本代表に選出された。大会では準々決勝を含む3試合に出場し、グループステージ2試合目のフランス戦では1得点をあげた。
その後、日本体育大学に進学。2013年夏季ユニバーシアードの日本代表に選出された。
大学卒業後の2014年に日テレ・ベレーザに加入。2016年に日体大FIELDS横浜（現・日体大SMG横浜）に移籍した。
2020年シーズン終了後に現役引退し、東京ヴェルディアカデミーのジュニアチームでコーチとなり、2023年から2024年までは日テレ・東京ヴェルディメニーナでコーチを務めた。
2025年2月1日、日体大SMG横浜の監督に就任した。

## 代表歴
- U-17日本代表
  - 2008 FIFA U-17女子ワールドカップ; ベスト8（3試合1得点）
- ユニバーシアード日本代表
  - 2013年夏季ユニバーシアード; 5位

## 指導者経歴
- 2021年 - 2024年 東京ヴェルディ
  - 2021年 - 2022年：東京ヴェルディジュニア コーチ
  - 2023年 - 2024年：日テレ・東京ヴェルディメニーナ コーチ
- 2025年 - ：日体大SMG横浜 監督